# John Anthony Hodgson
Pour les articles homonymes, voir Hodgson.
John Anthony Hodgson, né le 2 juillet 1777 à Auckland St Andrew (comté de Durham) et mort le 28 mars 1848 à Ambala en Inde, est un officier et explorateur britannique.

## Biographie
Capitaine, il sert dans l'infanterie du Bengale et explore avec William Webb le Dhaulagiri en 1809. En 1818, il entreprend une expédition dans l'Himalaya avec James Dowling Herbert durant laquelle ils escaladent divers sommets et découvrent plusieurs sources dont celle du Gange,.
Arpenteur-général (Surveyor) en Inde de 1821 à 1823 puis au Bengale (1823-1826) et de nouveau en Inde de 1826 à 1829, on lui doit des études sur l'Himalaya.
Il est élu membre de la Royal Astronomical Society le 14 janvier 1825.

## Publications
- 1822 : An Account of Trigonometrical and Astronomical Operations for Determining the Heights and Positions of the Principal Peaks of the Himalaya Mountains
- 1833 : Observations on the Inclination and Declination of the Magnetic Needle, avec Blossville